# Slippery (canção)
"Slippery" é uma canção do grupo americano de hip hop Migos com a presença de Atlanta baseado no rapper Gucci Mane. Foi enviado para a rádio em 16 de maio de 2017 como o terceiro single de seu segundo álbum de estúdio  Culture (2017).  A música foi produzida pelos colaboradores frequentes Deko e OG Parker.  O significado por trás da música é sobre o orgasmo, com a linha, "splash, gotejamento, splash", que logo se tornou um popular meme da internet.

## Desempenho comercial
A música atingiu o pico nos vinte e nove no Billboard Hot 100 na semana de 22 de julho de 2017. 

## Video musical
O video musical para a música, foi dirigido por DAPS e Quavo, estreou-se a 4 de maio de 2017, no canal de YouTube de Migos. 

## Gráficos
| Chart (2017)                                 | Peak position |
| -------------------------------------------- | ------------- |
| Canadá (Canadian Hot 100)                    | 46            |
| Estados Unidos (Billboard Hot 100)           | 29            |
| Estados Unidos (Billboard R&B/Hip-Hop Songs) | 12            |
| Estados Unidos (Billboard Rhythmic)          | 22            |